# Černík (okres Nové Zámky)
Černík je obec na Slovensku v okrese Nové Zámky ležící v Podunajské nížině na levém břehu řeky Nitry. Žije zde přibližně 1 000 obyvatel.
První písemná zmínka o obci pochází z roku 1156. V obci se nachází neobarokní římskokatolický kostel Ducha svatého z roku 1864.

## Obyvatelstvo
Národnostní složení (2001): národnost slovenská 98,8 %, maďarská 0,3 %, romská 0,2 %, česká 0,7 %. 